# 阿克塞尔·默勒花园站
阿克塞尔·默勒花园站（丹麦语：Aksel Møllers Have Station）是哥本哈根地铁3号线（城市环线）的一座地下车站，位于丹麦 腓特烈斯贝市镇 戈特霍布路的“阿克塞尔·默勒花园”附近，并因“阿克塞尔·默勒花园”而得名。属于第1收费区。所属的哥本哈根地铁3号线工程开始于2010年。2019年9月29日随同哥本哈根地铁3号线其余16座车站全线开通而开通。
| 上一站          | 哥本哈根地铁 | 下一站            |
| --------------- | ------------ | ----------------- |
| 努克广场站 环线 | 3号线        | 腓特烈斯贝站 环线 |

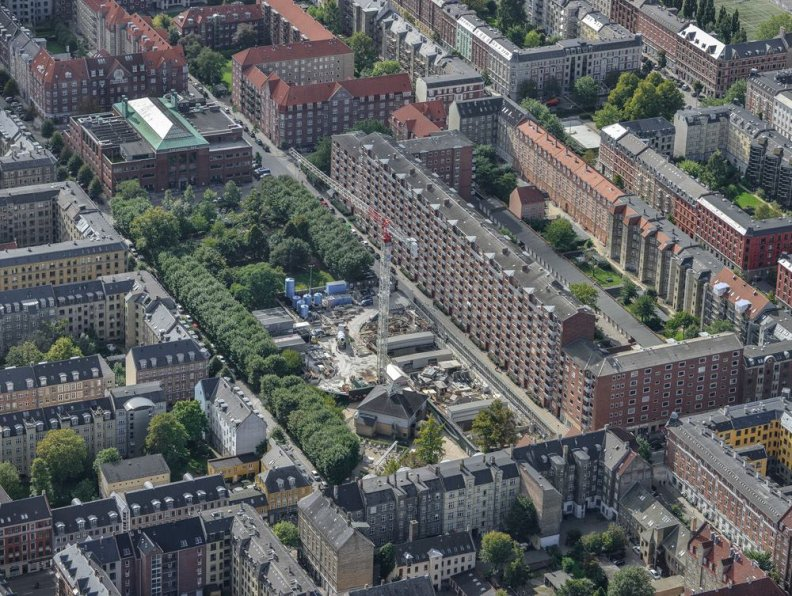
建设中的阿克塞尔·默勒花园站（2015年10月）
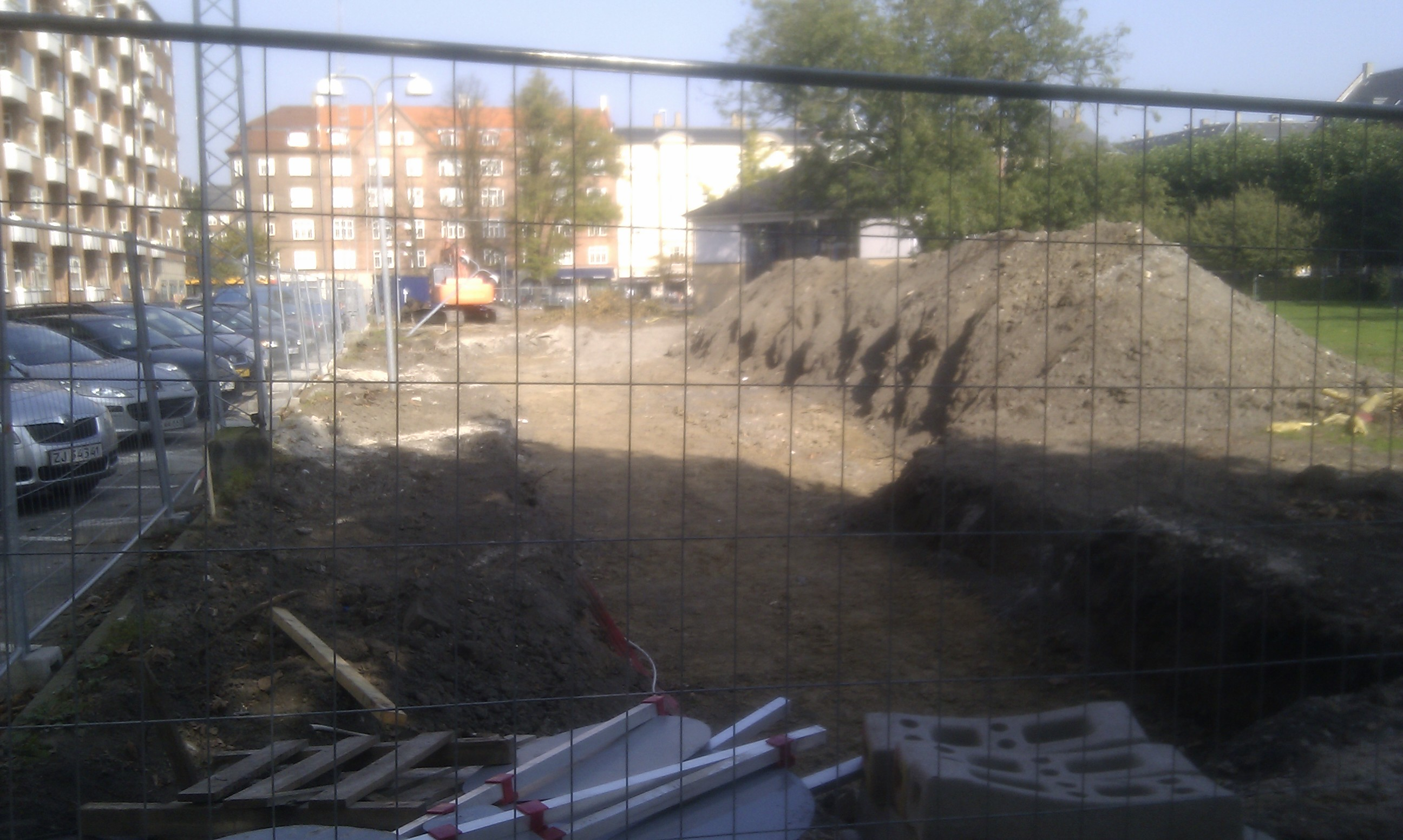
建设中的阿克塞尔·默勒花园站一角